# Коккала II
Коккала II (д/н — 1015) — 8-й магараджа держави Чеді-Дагали у 990—1015 роках.

## Життєпис
Походив з раджпутського клану Калачура. Син магараджи Ювараджи II. Ймовірно, коли загинув батько у 990 році був досить молодим. Поразка його ворога Вакпаті II Парамари, магараджи Малави, від Тайлапи II, магараджахіраджи Західних Чалук'їв, дозволило відвоювати столицю Трипурі, де там Коккала II за підтримки батьківських міністрів зійшов на трон. В наступні роки був союзником Західних Чалук'їв у війні проти Парамара.
В подальшому згідно напису в Гургі успішно воював проти держави гуджара, здобувши перемогу над Мулараджею I або його сином Чамундараджею з династії Чаулук'я. Також припускають, що Коккала II вдало воював проти Раджапали з династії Гуджара-Пратіхара, захопивши землі біля Гімалаїв. Втім спроби захопити в імперії Пала землі у 990 році відвойовані магараджахіраджею Махіпалою I виявилися невдалими.
На початку 1000-х років зазнав низки поразок від Від'ядхари, магараджи Чандела. Наслідком цього стало те, що представники гілки Калачура, що тривалий час були намісниками в Раднапурі (Південна Кошала), стали незалежними, прийнявши титул магараджи.
У 1010-х роках вирішив скористатися послаблення Західних Чалук'їв, атакувавши Вікрамадітью V, в якого захопив північні володіння. Але цей успіх призвів до атаки Бходжи Парамари, магараджи Малави, що не бажав посилення Калачура. Коккала II зазнав поразки й втратив раніше захоплене.
Помер 1015 року. Йому спадкував син Гангеядева.